# 孫陀羅難陀
孫陀羅難陀（そんだらなんだ、名前については後述）は、釈迦仏の弟子の一人。釈迦とは異母兄弟にあたるとも、あるいは孫陀羅・難陀と難陀は別人ともされる（詳細は後述）。
なお北伝、すなわち大乗仏教の多くの経典では、実父を浄飯王（シュッドーダナ）とし、実母を摩訶波闍波提（マハー・プラジャーパティー）とする。ちなみに釈迦は摩訶波闍波提の姉・摩耶夫人と浄飯王との間に生まれたので、孫陀羅難陀とは異母兄弟にあたる。

## 名前
- サンスクリット: Sundara-nanda（スンダラ・ナンダ）
- パーリ語: Sundara-nanda（上記と同じ）
- 他のカタカナ表記：サウンダラ・ナンダなど
- 他の音写：孫達羅難陀
- 漢訳：歓喜

名前の由来については、彼が生来、容姿端麗であったことから、サウンダラ・ナンダ（孫陀羅・難陀）といわれるようになったとも、あるいは彼の妻が国中で一番の美人との評判で、妻の名が Sundarii、スンダリー、漢訳：艶麗）と呼ばれたことから、この名がついたとも伝えられる。南伝では妻の名はジャナパダカリヤーニー・ナンダーである。
なお、古代インド及び仏教において、難陀（ナンダ）という名前はポピュラーな名前で、また類似した名前も多い。
大乗の仏教経典では、難陀と記載される場合もあり、これにより釈迦十大弟子の一人である阿難陀（アーナンダ）や、八大竜王の一である難陀竜王（なんだりゅうおう）とよく混同されやすい。したがってこれらと区別して、孫陀羅・難陀と表記、また偉大なるを意味する「マハー（摩訶）」をつけて摩訶・難陀と音写表記されることもある。

## 人物・出身
上記の通り、難陀（ナンダ）という名前が非常に多いことから、人物の混同が起こり、それが仏典となって記載され各種伝えられていると考えられる。
- 『パーリ律』では、ただSundaraとして、彼を王舎城に出家した人とする。女に淫せられて不浄をなせども受楽せず、仏が無罪なりと判定した、と記述される。これは後出する『五分律』、『有部毘那耶』の記述内容と関係ある記事と考えられる。
- 『五分律』1では、Sundara-nandaは跋耆の人として、修行を好まず五欲の楽を受けて滅擯された、とある。
- 『有部毘那耶』1では、Sundara-nandaはウッジェニ（Ujjeni）の商主である難陀の子にして、その容貌が美しきゆえに孫陀羅・難陀と呼ばる、行商に出て賢首（Bhadramhkhā）という娼婦に出合い、迷って、家に帰らず出家したが、のちにまた不浄を行ったとある。
- 『テーラガーター』（長老の詩）157-8では、Sundaraの名称は見られず、ただnandaとして、彼をクシャトリヤ出身とし、父を浄飯王、実母を摩訶波闍波提とする。
- 『スッタニパータ註』（Sutta-nipāta Atthakathā）でも、nandaの妻をSundara（孫陀羅）とする。難陀は出家後、如来に値遇し難きを思い修行に励んでいた。悪魔が孫陀羅に難陀の還俗を話し、孫陀羅はこれを波斯匿王に告げた。波斯匿王は難陀の所へ行き、これを詰問すると、それは違うと否定したため、悪魔は難陀の誘惑を果たせなかった、との記述がある。
- 『仏本行集経』56では、難陀は釈迦仏によって出家させられたのちも、美しい衣をまとい、眼に媚薬を塗り、孫陀利の絵を書いて常にこれを見ていたが、釈迦仏が方便して、善なる友に交わることの利益を説き、神通力でサル、天女、地獄の様相を見せしめ、得脱せしめた、難陀は諸根調伏最第一の弟子となった、とある。
- 『大智度論』24では、好五欲、孫陀羅難陀、との記述あり。
- 『摩訶僧祇律』18では、大愛道（摩訶波闍波提）の子で、仏が持つという三十二相のうち、白毫相と耳垂腫相のみを欠き（白毫がなく、耳の垂れが短い）だけで三十相を具えているため、釈迦仏と見間違われる人物として孫陀羅難陀と記述されている。
- 『仏五百弟子自説本起経』では、nandaを難提と漢訳し、前世において1人の比丘を洗浴せしめた功徳によって、現世での功徳を得ること無量にして、釈迦仏の弟として生まれた、とある。
- 『Apadāna p.』57には、前世においてPadumuttara（パドゥムッタラ）という仏に善なる衣を献上したため、仏から未来世において世尊瞿曇（釈迦仏）の弟として生まれ、出家し悟りを得て涅槃に入る、という記別を受ける、とある。

### 出家後の苦悩と悟り
釈迦仏が故郷カピラ城に帰国して3日目（2日目とも）、難陀の王子即位式及び、新殿入初式、結婚式を行っていた。妻は国中で一番の美人とされる女性だったと伝えられるが、その妻との結婚式の最中に、釈迦仏が場内に入り祝歌を唱歌し彼に鉢を渡して立ち去った。難陀は仏の後を追って、ついにニグローダ樹苑にある精舎まで来てしまい剃髪させられて出家してしまったといわれる。
しかし出家して仏の教下によって修行するも、彼は妻のことをなかなか忘れられず悩んで、修行を止めて妻の元に帰らんと欲していた。彼の心中を悟った釈迦仏は、神通力の方便をもって、三十三天の帝釈天に随う500人の美しい天女を示し、釈迦族の女性とどちらが美しいかと難陀に問い、天女だと答えると、釈迦仏は500人の天女を得ることを保証し、難陀は修行を決意する。それから比丘たちの非難を受けて大いに恥じ入り、心を入れ替え証果を得たといわれる。

## 戯曲
仏滅後、6～700年頃に登場した大乗仏教の論師、馬鳴（めみょう）菩薩は、難陀をモデルに『端正なる難陀』（サウンダラナンダ・カーヴィヤ）を著述した。